# Moto Guzzi Griso-serie
De Moto Guzzi Griso is een motorfietsmodel van het merk Moto Guzzi dat in 2005 op de markt kwam in 1100 cc uitvoering. Later volgden ook nog een 850- en een 1200 cc versie.

## Voorgeschiedenis
Aan het begin van de 21e eeuw leverde Moto Guzzi voornamelijk custom-achtige modellen zoals de Nevada 750 en de California. De sportieve markt werd bediend door de V 11 Sport. Toen het bedrijf werd overgenomen door Aprilia werd al snel het Moto Guzzi Style Laboratory opgezet, waar onder leiding van Giuseppe Ghezzi (bekend van de Ghezzi & Brian modellen) nieuwe ontwerpen werden gemaakt. De eerste resultaten waren de Breva, de MGS-01 Corsa en de Griso. De Breva en de Griso waren naked bikes, die het toersegment moesten bedienen. De Breva kwam al snel op de markt, de MGS-01 kwam als wegmotor nooit in productie en op de Griso zou men nog enkele jaren moeten wachten, door de financiële problemen waarin Aprilia verzeild raakte. Uiteindelijk werd het in december 2004 overgenomen door Piaggio en kreeg men groen licht om de Griso in productie te nemen.

## Griso 1100
De presentatie van dit model vond al in 2003 plaats, maar zoals gezegd duurde het nog jaren voordat de productie begon. In augustus 2005 gebeurde dat. De motor was grotendeels overgenomen van de California 1100/V 11 Sport modellen, maar dat werd gecamoufleerd door andere kleppendeksels. Wél had de Griso twee bougies per cilinder. Het ontwerp leek enigszins op dat van de mislukte V 10 Centauro, die in 2001 uit productie was gegaan. Het werd gekenmerkt door de twee bovenste, ronde framebuizen, die buitenom langs de tank liepen, en de twee-in-één uitlaat die aan de linkerkant zat. Onder de rechter cilinder zat de oliekoeler, afgedekt door een zwarte, aluminium beschermer. De hele aandrijflijn was - met uitzondering van de kleppendeksels - Antraciet gespoten.

### Motor
De motor was een luchtgekoelde 90° V-twin met twee kleppen per cilinder. Hoewel de motor nog steeds in hoofdzaak luchtgekoeld was, speelde ook de motorolie een grote rol bij de koeling. Het carter was horizontaal gedeeld. De kleppen werden bediend door stoterstangen en tuimelaars vanaf een enkele nokkenas die boven de krukas lag. De wisselstroomdynamo zat nu niet meer aan de voorkant van de krukas maar vond een plek tussen de cilinders, waardoor het motorblok korter werd. Er was een Weber-Marelli injectiesysteem toegepast.

### Aandrijflijn
De Griso had een dubbele droge plaatkoppeling, een zesversnellingsbak en de secundaire aandrijving gebeurde door een cardanas die in de CARC ophanging weggewerkt was.

### Rijwielgedeelte
De machine had een lateraal brugframe waarvan de framebuizen langs de buitenkant van de tank/zitcombinatie liepen. De motor was een dragend deel van de constructie. Aan de voorkant zat een Japanse Showa Upside Down-voorvork met een diameter van 43 mm en achter was de CARC enkelvoudige wielophanging toegepast met een enkele Sachs schokdemper.

## Griso 850
Door het motorblok van de Moto Guzzi Breva 850 in het Griso-frame te monteren ontstond de Griso 850, die in 2006 werd gepresenteerd. De oliekoeler aan de rechterkant van het blok ontbrak bij deze motor. Het vermogen lag iets hoger dan bij de Breva. De aandrijflijn was niet gespoten, maar gewoon aluminiumkleurig, maar het frame was zwart (bij de 1100 zilvergrijs).

## Griso 1200 8V
Ten opzichte van de Griso 1100 had de in 2008 geïntroduceerde Griso 1200 8V 563 nieuwe onderdelen, waaronder uiteraard de vier kleppen per cilinder. Daarnaast waren de zuigers en drijfstanglagers vernieuwd, de kleppen zelf waren uiteraard kleiner geworden, de cilinderinhoud groter door zowel de boring als de slag te wijzigen, de compressieverhouding was groter. De oliepompen waren vernieuwd, de krukas sterker, de gasklephuizen waren van 40- naar 50 mm gegroeid, de uitlaat was aangepast en was nu een twee-in-één-in twee exemplaar, nog steeds aan de linkerkant geplaatst. Aan de voorkant waren nieuwe radiale remklauwen van Brembo gemonteerd, het plaatwerk was gewijzigd om de cilinderkoppen beter te koelen. Het gewicht was afgenomen en de tank was kleiner.

## Griso 1200 8V SE
Dit model verscheen in 2011. De metallic groene kleur herinnerde aan die van de V 11 Le Mans Tenni, en die verwees weer naar de racekleuren uit de jaren vijftig. Er was veel zwart gebruikt, o.a. voor de aandrijflijn, het stuur en de spaakwielen en een bruin leren zadel.

## Technische gegevens
| Moto Guzzi Griso     | 1100                                         | 850                                          | 1200 8V                                      | 1200 8V SE                                   |
| -------------------- | -------------------------------------------- | -------------------------------------------- | -------------------------------------------- | -------------------------------------------- |
| Periode              | 2005-2009                                    | 2006-2009                                    | 2008-                                        | 2011-                                        |
| Categorie            | toermotor                                    | toermotor                                    | toermotor                                    | toermotor                                    |
| Motortype            | kopklepmotor                                 | kopklepmotor                                 | kopklepmotor                                 | kopklepmotor                                 |
| Bouwwijze            | Langsgeplaatste 90° V-twin                   | Langsgeplaatste 90° V-twin                   | Langsgeplaatste 90° V-twin                   | Langsgeplaatste 90° V-twin                   |
| boring               | 92 mm                                        | 92 mm                                        | 95 mm                                        | 95 mm                                        |
| slag                 | 80 mm                                        | 66 mm                                        | 81,2 mm                                      | 81,2 mm                                      |
| Cilinderinhoud       | 1063,6 cc                                    | 877,5 cc                                     | 1151,1 cc                                    | 1151,1 cc                                    |
| Brandstofvoorziening | Weber-Marelli injectie                       | Magneti Marelli IAW alfa-n Multipoint        | Magneti Marelli IAW alfa-n Multipoint        | Magneti Marelli IAW alfa-n Multipoint        |
| Ontsteking           | elektronisch                                 | elektronisch                                 | elektronisch                                 | elektronisch                                 |
| Compressieverhouding | 9,8:1                                        | 9,8:1                                        | 11:1                                         | 11:1                                         |
| Max. vermogen        | 88,1 pk bij 7.600 tpm                        | 76 pk bij 7.600 tpm                          | 110 pk bij 7.500 tpm                         | 110 pk bij 7.500 tpm                         |
| Topsnelheid          | ca. 210 km/h                                 | 198 km/h (gemeten)                           | >230 km/h                                    | >230 km/h                                    |
| Aandrijving          | cardanas                                     | cardanas                                     | cardanas                                     | cardanas                                     |
| Koppeling            | dubbele droge plaatkoppeling                 | dubbele droge plaatkoppeling                 | dubbele droge plaatkoppeling                 | dubbele droge plaatkoppeling                 |
| Versnellingen        | zes                                          | zes                                          | zes                                          | zes                                          |
| Rijwielgedeelte      | dubbel wiegframe, buisframe                  | dubbel wiegframe, buisframe                  | dubbel wiegframe, buisframe                  | dubbel wiegframe, buisframe                  |
| Wielbasis            | 1554 mm                                      | 1554 mm                                      | 1554 mm                                      | 1554 mm                                      |
| Vering vóór          | 43 mm Showa Upside Down-voorvork             | 43 mm Showa Upside Down-voorvork             | 43 mm Showa Upside Down-voorvork             | 43 mm Showa Upside Down-voorvork             |
| Vering achter        | CARC met Sachs schokdemper                   | CARC met Sachs schokdemper                   | CARC met Boge schokdemper                    | CARC met Boge schokdemper                    |
| Banden               | vóór 120/70 × 17", achter 180/55 × 17"       | vóór 120/70 × 17", achter 180/55 × 17"       | vóór 120/70 × 17", achter 180/55 × 17"       | vóór 120/70 × 17", achter 180/55 × 17"       |
| Rem(men)             | vóór twee schijfremmen, achter één schijfrem | vóór twee schijfremmen, achter één schijfrem | vóór twee schijfremmen, achter één schijfrem | vóór twee schijfremmen, achter één schijfrem |
| gewicht              | 227 kg droog                                 | 227 kg droog                                 | 222 kg droog                                 | 222 kg droog                                 |
| Tankinhoud           | 17,2 liter                                   | 17,2 liter                                   | 16,7 liter                                   | 16,7 liter                                   |